# Scottish Premier Division 1979-1980
La Scottish Premier Division 1979-1980 è stata l'83ª edizione della massima serie del campionato scozzese di calcio, disputato tra l'11 agosto 1979 e il 7 maggio 1980 e concluso con la vittoria dell'Aberdeen, al suo secondo titolo.
Capocannoniere del torneo è stato Doug Somner (St. Mirren) con 25 reti.

## Stagione

### Formula
Le 10 squadre si affrontano in match di andata-ritorno-andata-ritorno, per un totale di 36 giornate.

## Classifica finale
Fonte:
|       | Pos. | Squadra         | Pt | G  | V  | N  | P  | GF | GS | DR  |
| ----- | ---- | --------------- | -- | -- | -- | -- | -- | -- | -- | --- |
|       | 1.   | Aberdeen        | 48 | 36 | 19 | 10 | 7  | 68 | 36 | +32 |
| [ 3 ] | 2.   | Celtic          | 47 | 36 | 18 | 11 | 7  | 61 | 38 | +23 |
|       | 3.   | St. Mirren      | 42 | 36 | 15 | 12 | 9  | 56 | 49 | +7  |
| [ 4 ] | 4.   | Dundee Utd      | 37 | 36 | 12 | 13 | 11 | 43 | 30 | +13 |
|       | 5.   | Rangers         | 37 | 36 | 15 | 7  | 14 | 50 | 46 | +4  |
|       | 6.   | Morton          | 36 | 36 | 14 | 8  | 14 | 51 | 46 | +5  |
|       | 7.   | Partick Thistle | 36 | 36 | 11 | 14 | 11 | 43 | 47 | -4  |
|       | 8.   | Kilmarnock      | 33 | 36 | 11 | 11 | 14 | 36 | 52 | -16 |
|       | 9.   | Dundee          | 26 | 36 | 10 | 6  | 20 | 47 | 73 | -26 |
|       | 10.  | Hibernian       | 18 | 36 | 6  | 6  | 24 | 29 | 67 | -38 |

Legenda:
      Campione di Scozia e qualificata in Coppa dei Campioni 1980-1981.
      Qualificata alla Coppa delle Coppe 1980-1981.
      Qualificata alla Coppa UEFA 1980-1981.
      Retrocesso in Scottish First Division 1980-1981.
Regolamento:
Due punti a vittoria, uno a pareggio, zero a sconfitta.
A parità di punti, le posizioni in classifica venivano determinate sulla base della differenza reti.